# Amphoritheca longiseta
Amphoritheca longiseta là một loài Rêu trong họ Funariaceae. Loài này được (Schimp.) A. Jaeger mô tả khoa học đầu tiên năm 1874.